# Burgstall Kirchberg (Lollar)
Der Burgstall Kirchberg bezeichnet eine abgegangene Höhenburg auf 166 m ü. NN im Bereich des Kirchbergs heute östlich der Lahn gegenüber dem Ortsteil Ruttershausen gelegen und mit diesem als gemeinsamer Stadtteil zur Stadt Lollar im Landkreis Gießen in Hessen gehörend.
Die heute nicht mehr genau lokalisierbare Burganlage, vermutlich in der Nähe der alten Kirche, wurde 1366 von Graf Johann von Nassau zur Überwachung der hessisch-landgräflichen Straße von Gießen nach Marburg erbaut und sollte den eigenen nördlichen Verbindungsweg von Treis nach Londorf sichern.
Schon wenige Jahre später um 1370 (nach anderen Angaben 1372) wurde die Burg durch Landgraf Heinrich II. von Hessen zerstört.